# La corona d’Arianna
La corona d’Arianna (deutsch: „Die Krone der Ariadne“) ist eine Serenata („festa teatrale“ bzw. Huldigungsoper) in einem Akt von Johann Joseph Fux (Musik) mit einem Libretto von Pietro Pariati, die am 28. August 1726 zum Geburtstag der Kaiserin Elisabeth Christine im Favorita-Garten in Wien uraufgeführt wurde.

## Handlung

### Kurzfassung
Die griechische Prinzessin Ariadne und ihr Verlobter Theseus bezwungen auf Kreta den Minotauros und flohen zusammen mit Ariadnes Schwester Phaidra, bis sie die Insel Naxos erreichten. Theseus verliebte sich in Phaidra, verließ die Insel mit dieser und ließ Ariadne dort in größtem Kummer zurück. An dieser Stelle beginnt die Handlung der Oper. Auf Naxos erwarten die Göttin Venus und die Meeresnymphe Thetis die Heimkehr des Bacchus nach seiner Eroberung Indiens. Venus verspricht Thetis, dass sie hier ihren künftigen Geliebten finden werde. Auch Ariadne verheißt sie eine baldige Hochzeit. Für Venus ist von Anfang an klar, dass Bacchus für Ariadne bestimmt ist und sein Begleiter Peleus für Thetis. Die künftigen Paare wissen dies jedoch nicht und finden erst nach einer Reihe von Missverständnissen und Komplikationen zueinander, für die auch zwei Nebenfiguren verantwortlich sind: Simardo, der Herrscher von Naxos, und Asterio, ein Gesandter von Ariadnes Vater Minos, der sich in Ariadne verliebt hat.

### Inhaltsangabe des Librettos von 1726
“Argomento.
 Arianna, figliuola di Minosse, Re di Creta, dopo di aver prestata per opra d’amore la sua favorevole asistenza a Teseo d’Atene, per condurre a fine I impresa di uccidere il Minotauro, e di liberare la sua Patria da un compassionevole tributo, quando si credeva, che dovesse egli serbare la fede a lei data di suo sposo, si vide perfidamente abbandonata nell’Isola di Nasso, fuggendo l’ingrato, e spergiuro amante con Fedra, sorella di essa Arianna, della quale s’era invaghito. In quel tempo appunto arrivò a Nasso, dove era stato allevato Bacco, figliuolo di Giove, e di Semele ritornando glorioso dalla conquista dell’Indie, e di tutto l’Oriente; ed impietosito ale sventure d’Arianna, ne divenne amante, è finalmente col favore di Venere si congiunse alla medesima in felicissime nozze. Mediante L’istessa Dea si fecero pure quele di Teti, figlia di Nereo, e Diva Marittima, e di Peleo, Principe di Tessaglia, à quali era stato pronosticato da Giunone, che in Nasso trovarebbero entrambi la felicita del loro destino; e perche una Corona di gemme donata da Venere ad Arianna, fu cagione, che questa si scordasse il suo traditore, e si arrendesse all’amore di Bacco, come dissero pli antichi Poeti, ed Astronomi, perciò fi è dato al presente componimento per titolo:
 LA CORONA D’ARIANNA.
 La Scena è nell’Isola di Naslo, detta anticamente Dia; e rappresenta una gran Piazza nobilmente adornata con Archi trionfali, per festeggiare l’arrivo di Bacco.”

„Inhalt.
 Nachdem Ariadne, die Tochter des kretischen Königs Minos, aus Liebe Theseus von Athen erfolgreich dabei geholfen hatte, den Minotaurus zu töten und ihr Land von dem demütigenden Tribut zu befreien, und glaubte, sie könnte die ihr von ihrem Mann gegebene Treue bewahren, fand sie sich selbst heimtückisch verlassen auf der Insel Naxos wieder, während ihr undankbarer und treuloser Liebhaber mit Phaidra, Ariadnes Schwester, in die er sich verliebt hatte, floh. Zur selben Zeit traf Bacchus, der Sohn des Jupiter und der Semele, auf Naxos ein, wo er aufgewachsen war, nachdem er ruhmreich von der Eroberung Indiens und des ganzen Orients zurückkehrte; und er wurde, bewegt durch das Unglück Ariadnes, ihr Liebhaber und schließlich durch das Wohlwollen der Venus in einer äußerst glücklichen Hochzeit mit ihr vereint. Gleichzeitig sorgte dieselbe Göttin auch für die Verbindung von Thetis, der Tochter des Nereus und einer Meeresgöttin, mit Peleus, dem Prinzen von Thessalien, dem von Juno prophezeit worden war, dass sie beide in Naxos ihr Schicksalsglück finden würden; und weil eine Ariadne von Venus gegebene Krone aus Edelsteinen bewirkte, dass diese ihren Verräter vergaß und sich der Liebe des Bacchus hingab, wie viele alte Dichter und Astronomen sagten, erhielt das vorliegende Werk den Titel:
 DIE KRONE DER ARIADNE.
 Die Szene ist auf der Insel Naxos, die in der Antike Dia genannt wurde, und stellt einen großen Platz dar, der vornehm mit Triumphbögen geschmückt wurde, um die Ankunft des Bacchus zu feiern.“

### Szenenfolge
Szene 1. Auf Naxos erwarten die Göttinnen Venus (Venere) und die Meeresnymphe Thetis (Teti) mit ihrem Gefolge aus Amoretten und Grazien bzw. Tritonen und Nereiden die Heimkehr des Bacchus (Bacco) nach seinem Sieg in Indien (Chor: „Or che splende a voi d’intorno“). Venus verheißt Thetis die Begegnung mit ihrem zukünftigen Geliebten. Thetis freut sich darauf (Teti: „Son qual Cerva“).
Szene 2. Ariadne (Arianna) leidet noch immer unter dem Verrat ihres Verlobten Theseus, der sie allein auf Naxos zurückgelassen hat. Venus versichert ihr, dass sie keine Schuld daran habe, und macht ihr Hoffnung auf eine baldige Hochzeit (Venere: „Spera, e taci“).
Szene 3. Simardo, der Herrscher von Naxos, trifft zusammen mit Asterio, einem Gesandten von Ariadnes Vater Minos, ein. Dieser bringt Ariadne die Nachricht, dass ihr Vater ihr die Eskapade mit Theseus vergeben habe. Er soll sie nach Kreta zurückzubringen und möchte sie anschließend heiraten – angeblich mit Zustimmung ihres Vaters. Ariadne, die Asterio schon immer verabscheute, will keine Schwäche zeigen und ihm nicht nachgeben (Arianna: „Lo so. Fanno i miei mali il tuo ardimento“).
Szene 4. Asterio sucht vergeblich Unterstützung bei Simardo. Dieser will nicht gegen Ariadnes Willen handeln und rät ihm, sich an ihren Vater zu wenden (Simardo: „Se la figlia non puo amarti“).
Szene 5. Asterio hält Simardo für seinen Rivalen um Ariadnes Gunst (Asterio: „Con l’amor mi contrasta un rivale“).
Szene 6. Bacchanten, Silenen und die Einwohner von Naxos begrüßen Bacchus mit großem Jubel (Chor: „Viene a noi di Giove il figlio“). Bei ihm befindet sich der thessalische Fürst Peleus (Peleo). Diesem hat Göttin Juno prophezeit, dass er auf Naxos sein Glück finden werde. Als Simardo den beiden erzählt, dass Ariadne Asterio abgewiesen habe, entgegnet Bacchus, dass sie einen vornehmeren Gatten verdient habe. Eine Ehe mit Asterio würde Ariadne entehren.
Szene 7. Auch Venus und Thetis erscheinen zur Begrüßung. Venus weist ihre Freundin auf ihren künftigen Geliebten hin (Venere: „Questi, o Teti, à il chiaro Nume“ – Chor der Grazien: „Di nobil fiamma“), muss aber noch klarstellen, dass sie damit nicht Bacchus, sondern Peleus meint. Dieser zeigt sich Thetis gegenüber gleichgültig, doch Venus meint, dass er sie schon bald lieben werde. Venus bittet Bacchus, sich um Ariadne zu kümmern. Bacchus will dies nur zu gerne tun (Bacco: „Con piacer io de la bella“).
Szene 8. Obwohl Venus Peleus aller Deutlichkeit erklärt, dass Thetis für ihn bestimmt ist, glaubt er ihr nicht (Venere: „Spira intorno al dubbio legno“).
Szene 9. Auf Thetis Bitte hin versuchen die Grazien, Peleus die Lage zu erklären (Chor: „Fa come l’ape anch’esso“). Sie verwirren ihn jedoch nur noch mehr. Thetis rät ihm, auf seine Seele und sein Herz zu hören, um die Liebe zu finden (Teti: „Se fino ad ora“).
Szene 10. Als Ariadne mit Simardo eintrifft, glaubt Peleus irrtümlich, sie sei seine zukünftige Geliebte (Peleo: „Questa è la fida auretta“).
Szene 11. Um den lästigen Asterio endgültig loszuwerden, wirft Ariadne ihm vor, dass er entweder über die Zustimmung ihres Vaters gelogen habe oder dieser als Tyrann gegen ihre eigenen Wünsche gehandelt habe. Simardo kündigt die Ankunft Bacchus’ an. Er zieht sich zurück, da er selbst ebenfalls Gefühle für Ariadne hat, aber Bacchus den Vortritt lassen will (Simardo: „Dì al tuo amor, che i vanni abbassi“).
Szene 12. Bacchus und Peleus kommen hinzu. Ariadne gesteht Bacchus, dass sie Theseus trotz seines Verrats noch immer liebt und ihm alles verzeihen würde, wenn er Reue zeigen und zu ihr zurückkehren würde (Arianna: „Se mel rende un fido amor“). Als Peleus und Bacchus ihr jedoch mitteilen, dass Theseus bereits mit ihrer Schwester Phaidra vermählt sei und die Göttin Athene diese Verbindung begrüße, gerät sie in Verzweiflung. Ihr Schmerz rührt Bacchus so sehr, dass er sich in sie verliebt und dies sogleich Peleus mitteilt, der seinerseits die Hoffnung verliert. Auch Asterio gibt auf (Asterio: „Parto, si; ma in petto a me“)
Szene 13. Ariadne wirft Venus vor, sie mit dem Versprechen, sie würde auf Naxos die Liebe finden, getäuscht zu haben. Venus erklärt ihr, dass sie keinesfalls Theseus gemeint habe, sondern Bacchus. Dieser nähert sich Ariadne. Die beiden sind sich einig darin, dass Theseus sie nicht verdient habe (Duett: „Non merta un traditor“).
Szene 14. Venus schickt Peleus zu Thetis, damit er endlich versteht, dass sie für ihn bestimmt ist. Er gehorcht, doch seine Gedanken gelten Ariadne.
Szene 15. Venus jubiliert mit den Grazien und Amoretten, dass Bacchus endlich die Liebe gefunden hat (Venere: „Come la vaga Aurora“ – Chor: „Di vostra libertà“)
Szene 16. Thetis versichert Peleus, dass seine Geliebte (sie selbst) direkt vor ihm stehe und er nicht weiter suchen müsse (Teti: „Hai presente il ben, che aspetti“).
Szene 17. Peleus hat kein Wort verstanden. Er sucht Rat bei Simardo (Peleo: „Chi di Febo il primo raggio“).
Szene 18. Ariadnes Liebe zu Theseus hat sich in Empörung verwandelt. Als Frau steht es ihr jedoch nicht zu, sich zu rächen. Simardo meint, es reiche aus, ihm ihre Hand zu reichen, damit er sie an Bacchus weitergebe (Simardo: „La vergogna, l’invidia, e la rabbia“).
Szene 19. Ariadne schätzt zwar Simardo und verehrt Bacchus, aber sie ist sich nicht sicher, ob ihr eine solche „Rache“ ausreicht. Venus bittet daher die Grazien und Amoretten, sie umzustimmen (Chor: „Tradisce il suo goder“). Ein der Grazien reicht ihr eine mit Juwelen besetzte Krone, die sie Ariadne aufsetzt. Sie soll ihr Trost spenden (Chor: „Così ritornerà“). Als Bacchus ihr erneut sein Herz und seine Hand anbietet, kann sie sich dennoch nicht entscheiden. Er schlägt vor, das Echo zu befragen, um ihre Herzenswünsche herauszufinden. Es antwortet ihr mit den Worten „liebe“ und „hoffe“ (Arianna: „Il tuo cor dimanda al mio“).
Szene 20. Venus erklärt Bacchus Ariadnes Verhalten mit der Beständigkeit der Frauen bei Gefühlen wie Liebe oder Hass (Venere: „No lo sdegno, e ne l’amor“).
Szene 21. Asterio behauptet, dass er Ariadne gern dem viel würdigeren Bacchus überlasse. Er will ihm helfen, sie umstimmen (Bacco: „Dì, che l’amo; e di, che amando“).
Szene 22. Innerlich leidet Asterio zutiefst unter dieser Entwicklung (Asterio: „La vampa del mio seno“).
Szene 23. Zur Freude der Nereiden und Tritonen finden Tethis und der begriffsstutzige Peleus endlich zueinander (Chor: „La speme degli amanti“). Thetis jubiliert (Teti: „Poichè il veggo, amar quel volto“).
Szene 24. Simardo und Asterio drängen Ariadne, sich endlich für Bacchus zu entscheiden, bis sie schließlich zustimmt. Bacchus ist überglücklich (Bacco: „Più non empia mie trombe famose“).
Szene 25. Simardo und Asterio bedauern ihre früheren Fehler und versichern Asteria ihre Freundschaft und Unterstützung (Arianna: „Sotto il verdi amico faggio“).
Szene 26 „ultima“. Nachdem die beiden Paare vereint sind, können alle glücklich werden (Chor: „O Voi, che amando ardete“). Ariadne hat zwar leichte Bedenken, ohne die Zustimmung ihres Vaters zu heiraten, doch der Segen der Göttin reicht aus. Asterio erklärt sich bereit, Minos darüber zu informieren. Die Krone, der Ariadne ihr Glück verdankt, wird in Zukunft als Stern am Himmel strahlen (Chor: „Qual fia Colei, che puote“).
Licenza. In einer Bühnenmaschine erscheinen die Allegorien des Verdiensts, der Tugend und des Ruhms. Ariadne erläutert, dass sie als Symbol für die Kaiserin Elisa (Elisabeth Christine) stehen, deren Geburtstag heute gefeiert werde. Dann legt sie Elisa die Krone zu Füßen. Sie soll nicht mehr „Krone der Ariadne“, sondern „Krone der Elisa“ genannt werden (Arianna: „Porteranno a Te sul trono“). Alle huldigen der Kaiserin (Tutti: „O voi, ch’il Merto amate“).

## Werkgeschichte
Der langjährige Wiener Hofkapellmeister Johann Joseph Fux komponierte diese Huldigungsoper im Sommer 1726 zur Feier des Geburtstags der Kaiserin Elisabeth Christine auf ein Libretto des kaiserlichen Hofdichters Pietro Pariati. Es handelt sich um die umfangreichste und prachtvollste seiner in Wien geschaffenen Serenaten und wartet neben sieben Solisten mit umfangreichen Chorpartien auf. Sie war das letzte Gemeinschaftswerk der beiden Autoren. Einige Jahre später komponierte Fux noch die Serenata Enea negli Elisi auf ein Libretto des neuen Hofdichters Pietro Metastasio.

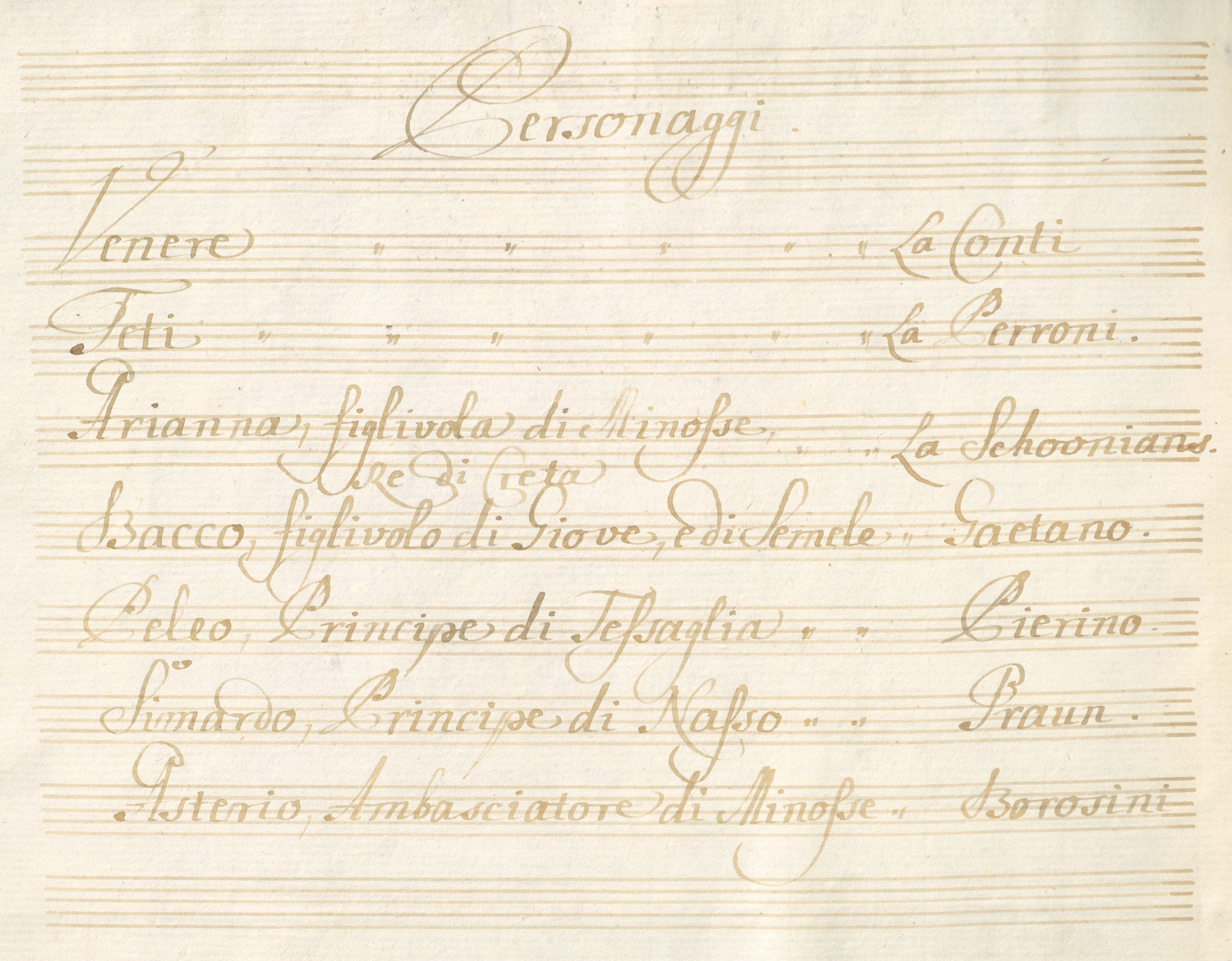
Liste der Ausführenden im Partiturmanuskript

Die Uraufführung fand am 28. August 1726 im Favorita-Garten in Wien statt. Es sang eine hochrangige Besetzung mit den Sopranistinnen Marianna Lorenzani Conti (Venere) als „prima donna“ und Regina Schoonjans (Arianna) als „seconda donna“, der Altistin Anna D’Ambreville-Perroni (Teti), den Kastraten Gaetano Orsini (Bacco) und Pietro „Pierino“ Casati (Peleo), dem Tenor Francesco Borosini (Asterio) und dem Bassbariton Christoph Praun (Simardo). Die Bühnenbilder stammten von Giuseppe Galli da Bibiena. Die eingefügten Ballettmusiken komponierte Nicola Matteis. Ihre Choreografen waren Alessandro Philebois und Pietro Simone Levassori della Motta.
Das Wienerische Diarium berichtete drei Tage nach der Aufführung über die gute Aufnahme der Aufführung am Kaiserhof: „Des Abends aber wurde die bewusste zu dem glorwürdigsten Geburtstag Ihrer Majestät … von dem Herrn Johann Joseph Fux, Dero Capellmeistern, in Music gebrachte, sehr schöne italiänische Opera, oder Theatral- Fest, genannt: Die Cron Ariadnæ, in der Kaiserl. Favorita-Garten auf einem besonders dazu aufgerichteten Theatro vorgestellet, welche bey denen Kaiserl. Majestäten ein allergnädigstes Wohlgefallen und bey der gantzen Hofstatt und Adel ein allgemeines Lob gefunden hat.“ Zeitungsberichten zufolge gab es noch zwei weitere Aufführungen am 4. und am 17. September 1726.
Eine Wiederentdeckung gab beim Festival Styriarte in Graz mit Aufführungen am 25., 26. und 27. Juni 2022. Das Festival hatte sich zum Ziel gesetzt, sechs der neunzehn Opern von Fux aufzuführen. Die Auswahl traf der Musikwissenschaftler Karl Böhmer. Aufgrund der Maßnahmen gegen die COVID-19-Pandemie konnte nur eine stark gekürzte Fassung ohne die Nebenfiguren Asterio und Simardo gezeigt werden. Alfredo Bernardini leitete das Zefiro Barockorchester und den Arnold Schoenberg Chor. Die Inszenierung stammte von Adrian Schvarzstein, die Ausstattung von Lilli Hartmann und die Choreografie von Jūratė Širvytė. Im Anschluss an die Aufführungen gab es eine CD-Produktion. Ein Videomitschnitt der Premiere wurde im Internet bereitgestellt.

## Gestaltung
Die Orchesterbesetzung der Oper besteht aus vier Trompeten, Pauken, Oboen und Streichern.
Eine der Arien des Bacchus zeichnet sich durch die Verwendung einer Solotrompete aus, die in einer Abfolge von Trillern in parallel geführten Dezimen mit dem Gesangssolisten konzertiert.

## Aufnahmen
- 25. Juni 2022 – Alfredo Bernardini (Dirigent), Adrian Schvarzstein (Inszenierung), Lilli Hartmann (Ausstattung), Jūratė Širvytė (Choreografie), Zefiro Barockorchester, Arnold Schoenberg Chor.
 Monica Piccinini (Venere), Marianne Beate Kielland (Teti), Carlotta Colombo (Arianna), Rafał Tomkiewicz (Bacco), Meili Li (Peleo).
 Video; stark gekürzt; live aus dem Schloss Eggenberg (Hof und Park) in Graz bei der Styriarte 2022.
 Videostream auf der Website der Styriarte.[5]
- 28. Juni 2022 – Besetzung wie beim Videomitschnitt am 25. Juni 2022.
 Studioaufnahme aus der Helmut-List-Halle in Graz; stark gekürzt.
 Arcana Outhere A548.[4]

## Digitalisate
- Libretto (italienisch), Wien 1726. Digitalisat der Staats- und Universitätsbibliothek Dresden
- Manuskript der Partitur. Digitalisat der Österreichischen Nationalbibliothek
- Manuskripte der Einzelstimmen Violine I und II, Viola und Violoncello. Digitalisate der Staats- und Universitätsbibliothek Dresden